# Nicolas Dipre

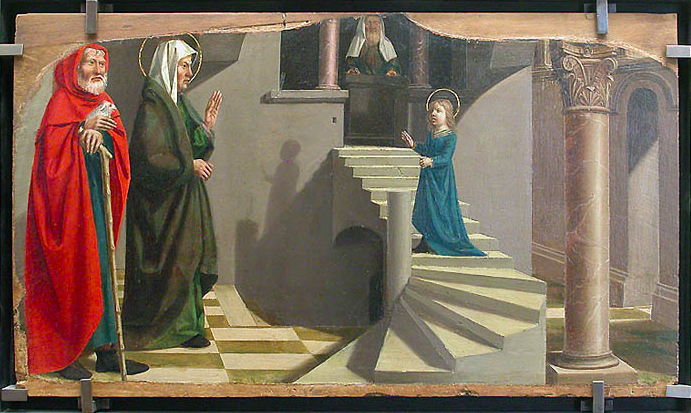
Nicolas Dipre, Presentazione di Maria al Tempio, 1500 circa, Museo del Louvre, Parigi

Nicolas Dipre oppure Nicolas d'Amiens o anche Nicolas d'Ypres (Parigi, 1460 circa – Parigi, 1532) è stato un pittore francese.

## Biografia
Detto anche di Amiens, in quanto la sua famiglia di artisti si trasferì ad Avignone, dove Dipre fu attivo dal 1495 al 1532.
Il padre Colin Amiens, chiamato anche Nicolas Dipre il Vecchio (attivo dal 1464, è morto prima del 1508), fu un pittore che ricevette nel 1481 un ordine per la tomba di Luigi XI di Francia; il nonno fu probabilmente André Ypres, documentato in Amiens tra il 1435 e il 1444. Nicolas Dipre era il fratello di Giovanni di Ypres, pittore, miniaturista e creatore di cartoni per arazzi, tra cui La dama e l'unicorno.
La documentazione storica riguardante Dipre attesta che il pittore firmò il suo primo contratto il 21 ottobre 1495, per i lavori artistici effettuati in onore dell'ingresso del cardinale Giuliano della Rovere in Avignone.
Dal 1495 al 1514 Dipre venne regolarmente invitato dalla città di Avignone per vari tipi di dipinti, come decorazioni, stendardi o stemmi.
Seguirono i lavori svolti nella cattedrale di Carpentras (1499), consistenti nella pala raffigurante L'incontro di Gioacchino ed Anna alla Porta d'oro, e in una serie di predelle, tra le quali il polittico Adorazione dei Magi, Adorazione dei pastori, Crocifissione, oltre ad un altro polittico con la Presentazione della Vergine al Tempio, e il Matrimonio della Vergine.
Dipre sposò nel 1508 Honorée, figlia del carpentiere Jean Bigle, con il quale collaborò spesso.
Lo stile di Dipre si caratterizzò per una certa sommarietà del disegno, tipica dei pittori provenzali dell'epoca, e per una notevole influenza del maestro dell'Annunciazione di Aix e della scuola piemontese nelle architetture (ad es. del Giovanni Martino Spanzotti), oltre che per ricerche parallele a quelle di Konrad Witz.
I suoi temi religiosi, Dipre li presentò accostandosi al senso popolare della fede, descrivendo i gesti semplici ma intensi di vita quotidiana in relazione alle gesta dei personaggi fondamentali del Cristianesimo.

## Galleria d'immagini

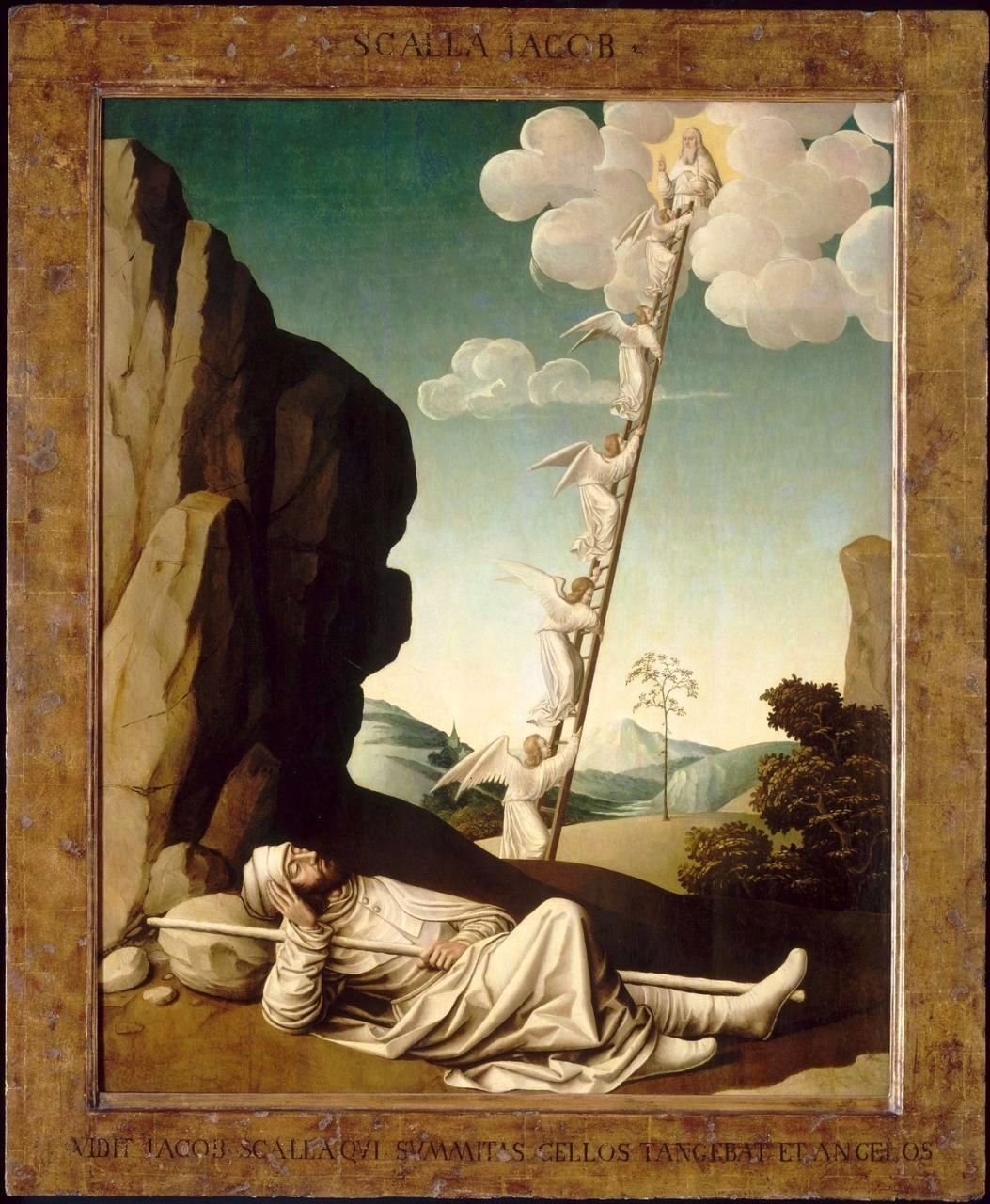
Nicolas Dipre, Il sogno di Giacobbe, 1500 circa, Musée du Petit Palais, Avignone
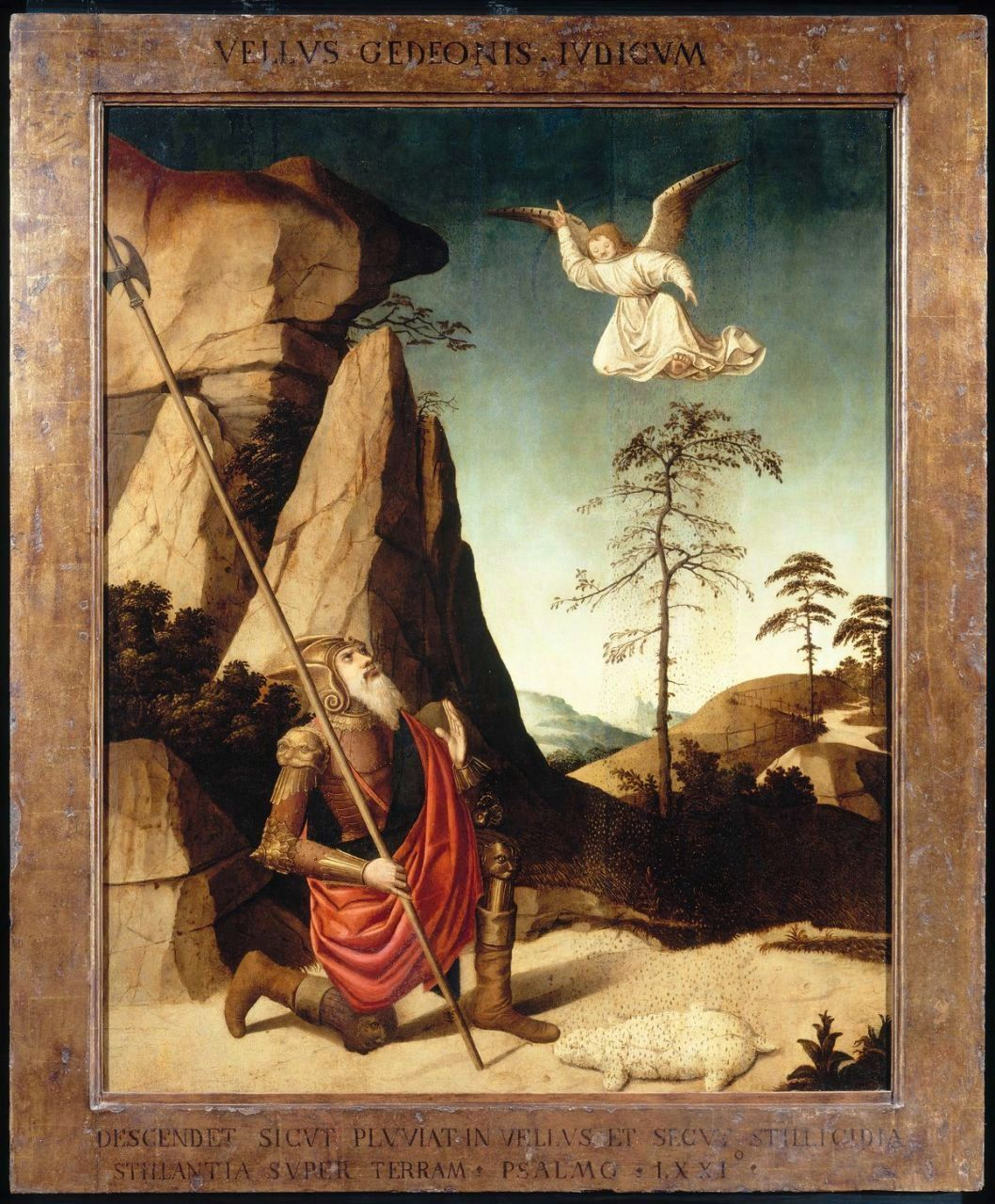
Nicolas Dipre, Il vello di Gedeone, 1500 circa, Musée du Petit Palais, Avignone
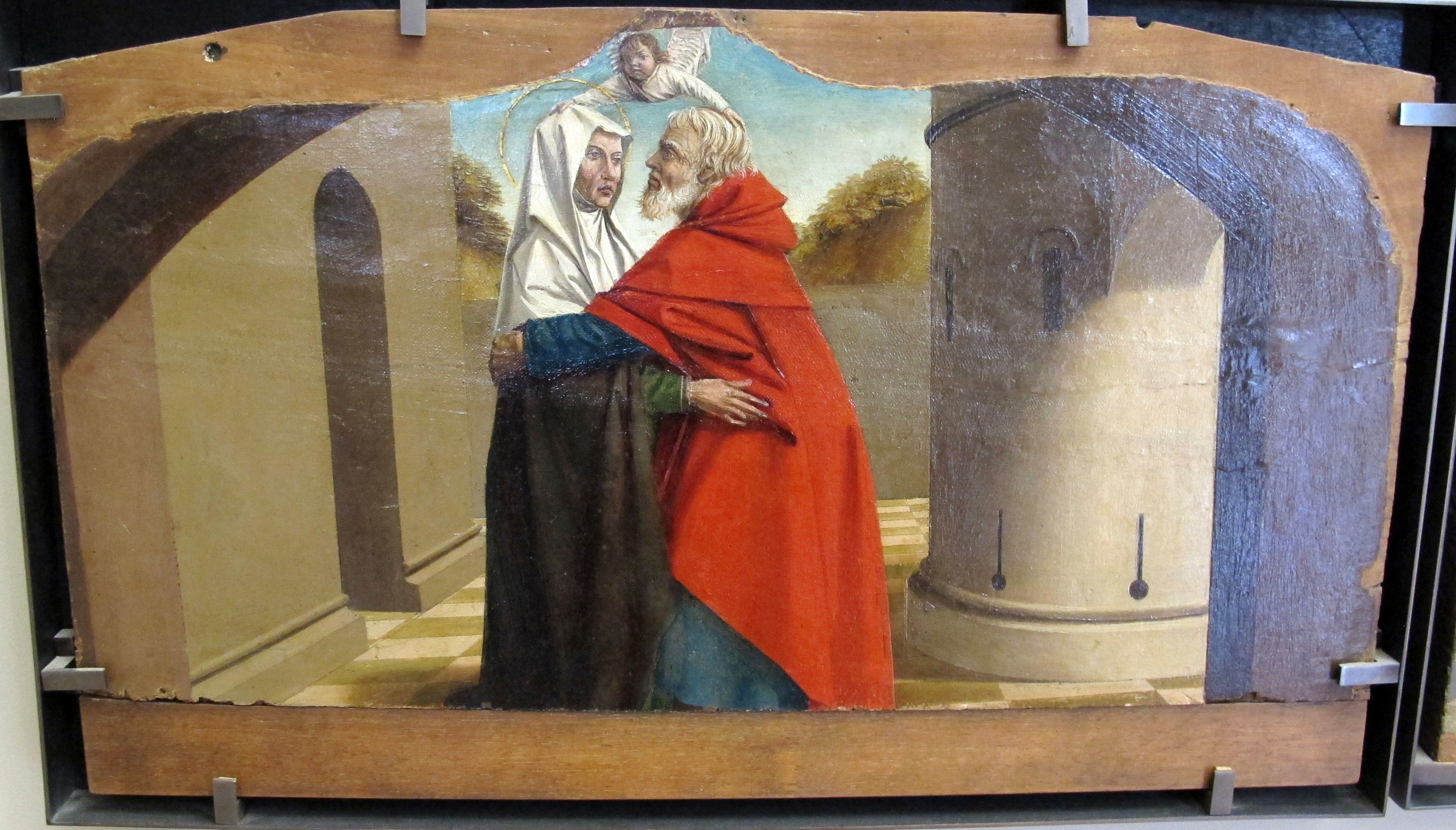
Nicolas Dipre, L'incontro di Gioacchino ed Anna alla Porta d'oro, 1500 circa, Museo del Louvre, Parigi
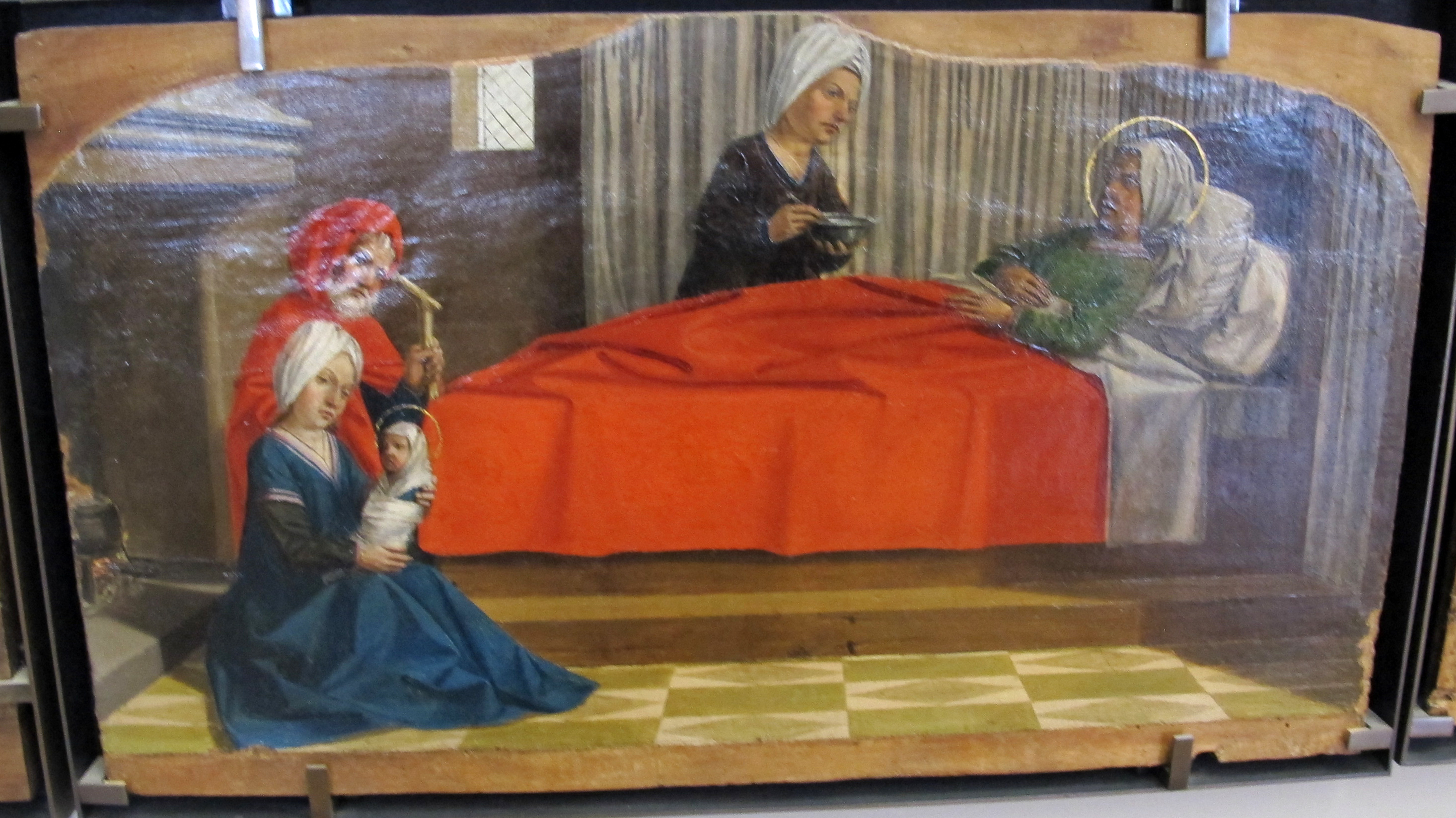
Nicolas Dipre, Natività di Maria, 1500 circa, Museo del Louvre, Parigi

## Opere principali
- Presentazione della Vergine al Tempio (1500 circa)
- La Natività della Vergine
- Scene della vita di Maria
- L'incontro di Gioacchino ed Anna alla Porta d'oro (1499)
- L'adorazione dei pastori